# Arena Synchron
Die Arena Synchron GmbH (vormals Arena Film GmbH & Co. Synchron KG) ist ein Produktionsunternehmen für die Synchronisation von Filmen und Fernsehserien mit Sitz in Berlin.

## Geschichte
Das Unternehmen wurde 1972 von der Berliner Synchron und der Kirch-Gruppe gegründet. Die Kirch-Gruppe war jedoch nicht an der Arena Synchron beteiligt, sondern sicherte dieser vertraglich langfristig ein festes Auftragsvolumen zu. Bis 1997 war die Arena Synchron in den Räumlichkeiten der Berliner Synchron in Berlin-Lankwitz ansässig. Dann erfolgte ein Umzug in die ehemaligen DEFA-Synchronstudios in Berlin-Johannisthal. Seit 2003 hat sie ihren Sitz auf dem ehemaligen AEG-Gelände am Hohenzollerndamm in Berlin-Schmargendorf.
Nach der Insolvenz der Kirch-Tochtergesellschaft TaurusMediaTechnik im Jahr 2002 hat die Arena Synchron deren Aufträge übernommen, darunter u. a. die Serie Die Simpsons, die weiterhin größtenteils in München aufgenommen wird.
Geschäftsführender Gesellschafter der Arena Synchron war bis 2007 der Schauspieler und Filmkaufmann Walter Ambrock (1934–2021). Sein Nachfolger ist Björn Herbing.

## Produktionen
Das Unternehmen synchronisiert vorwiegend Fernsehserien, aber auch Spielfilme.

### Fernsehserien (Auswahl)
| - 2 Broke Girls (2012–2018) - Die Abenteuer des Brisco County jr. (1993–1994) - Action (1999–2000) - Adderly (1986–1988) - Agentin mit Herz (1983–1987) - Agentur Maxwell (1984–1985) - Alles Betty! (2007–2010) - American Horror Story (seit 2011) - Beauty and the Beast (2013–2016) - Big Time Rush (2010–2013) - Bonanza (1959–1973) - Brooklyn Nine-Nine (seit 2013) - Cannon (1971–1976) - Die Borgias (2011–2013) - Brigada Central/Brigada Central II (1989/1992) - Cagney & Lacey (1982–1988) - Captain Future (1979–1980) - California Cops (1972–1976) - Der Chaos-Clan (1991) - Chicago Hope – Endstation Hoffnung (1994–2000) - Chicago Soul (1990–1991) - Die Colbys – Das Imperium (1985–1987) - Ein Colt für alle Fälle (1981–1986) - Cybill (1995–1998) - Dark Skies – Tödliche Bedrohung (1996–1997) - Deadwood (2005–2007) - Der Denver-Clan (1981–1989) - Devlin Connection (1982) - Dharma & Greg (1997–2002) - Diagnose: Mord (1993–2001) - Drei Engel für Charlie (1976–1981) - Ein Duke kommt selten allein (1979–1985) - Ed – Der Bowling-Anwalt (2000–2004) - Empire (seit 2015) - Enlightened – Erleuchtung mit Hindernissen (2013) - Die Fälle des Harry Fox (1984–1986) - Family Guy (seit 2007) - Farscape (1999–2003) - FBI (1965–1974) - FlashForward (2010) - Die fliegenden Ärzte (1985–1991) - The Following (seit 2013) - Fringe – Grenzfälle des FBI (2008–2013) - Futurama (seit 2010) - Das Geheimnis von Pasadena (2001) - General Hospital (1963–1966) - Ghost Whisperer – Stimmen aus dem Jenseits (2006–2010) - Glee (seit 2010) - Hannibal (seit 2013) - Happy Days (1974–1984) - The Hard Times of RJ Berger (2010–2011) - Hardcastle & McCormick (1983–1986) - Harrys wundersames Strafgericht (1984–1992) - Hawaii Five-0 (seit 2010) - High Chaparral (1967–1971) - High Tide (1994–1997) - Hotel (1983–1988) - Human Target (2010–2011) - Inspector Barnaby (seit 2003) - Inspector Lynley (2001–2005) - Imposters (2017–2018) - Jackie und Jill – Die Bärenkinder vom Berg Tarak (1977) - JAG – Im Auftrag der Ehre (1995–2005) - Jake und McCabe – Durch dick und dünn (1987–1992) - Just Shoot Me – Redaktion durchgeknipst (1997–2003) - Keine Gnade für Dad (2001–2004) - Die knallharten Fünf (1975–1976) - Krieg der Welten – Die Auferstehung (1988–1990) - L.A. Law – Staranwälte, Tricks, Prozesse (1986–1994) - Land’s End – Ein heißes Team für Mexico (1995–1996) | - Largo Winch – Gefährliches Erbe (2001) - Lewis – Der Oxford Krimi (2008–2013) - Lost (2004–2010) - MacGyver (1985–1992) - Maggie (1998–1999) - Mann der Träume (1990–1991) - Matlock (1986–1995) - Matt Houston (1982–1985) - Mercy (2009–2010) - Mike Hammer (1984–1987) - Millennium – Fürchte deinen Nächsten wie Dich selbst (1996–1999) - Modern Family (2012–2020) - Mork vom Ork (1978–1982) - Nachtschicht mit John (1993–1996) - Nashville (seit 2013) - Navy CIS (seit 2003) - Navy CIS: L.A. (seit 2009) - Navy CIS: New Orleans (seit 2014) - Nero Wolfe (1981) - New Orleans – Das Gesetz des Südens (1997) - Numbers – Die Logik des Verbrechens (2005–2010) - Palm Beach Duo (1991–1999) - Petrocelli (1974–1976) - Die Pinguine aus Madagascar (seit 2008) - Pointman (1994–1995) - Die Power-Family (1992–1993) - Practice – Die Anwälte (1997–2004) - Profis contra Ganoven (1991–1992) - Queer as Folk (2006–2008) - Rauchende Colts (1966–1975) - Raumschiff Enterprise: Das nächste Jahrhundert (1987–1994) - Raven (1992–1993) - Relic Hunter – Die Schatzjägerin (1999–2002) - Robi, Robi, Robin Hood (1975) - Die Schöne und das Biest (1987–1990) - Schwestern (1989) - Scrubs – Die Anfänger (2001–2009) - Secret Agent Man (2000) - Der Sentinel – Im Auge des Jägers (1996–1999) - Sex and the City (1998–2004) - Shades of Blue (seit 2016) - The Shield – Gesetz der Gewalt (2004–2009) - Die Simpsons (seit 2003) - Der Sleepover Club (2003–2007) - Sleepy Hollow (seit 2014) - Sons of Anarchy (seit 2011) - Spenser (1985–1988) - Star Trek: Deep Space Nine (1992–1999) - Star Trek: Enterprise (2001–2005) - Star Trek: Picard (2020–2023) - Star Trek: Raumschiff Voyager (1995–2001) - Star Trek: Strange New Worlds (seit 2022) - Star Trek: Discovery (2017–2024) - Starlets (2000–2001) - Die Straßen von San Francisco (1972–1977) - The $treet – Wer bietet mehr? (2000) - Die Super-Mamis (1993–1995) - Teddy Z. (1989–1990) - Terra Nova (2011–2012) - Touch (2012–2013) - Trio mit vier Fäusten (1983–1986) - Die Unbestechlichen (1959–1963) - Vegas (1978–1981) - Die verrückten Royals (1991–1992) - Viper (1993–1999) - Vikings (seit 2015) - Die Waltons (1972–1981) - Was ist los mit Alex Mack? (1994–1998) - Weeds – Kleine Deals unter Nachbarn (2005–2012) - Will & Grace (1998–2006) - Zorro – Der schwarze Rächer (1990–1993) |

### Kinofilme (Auswahl)
- Die Erde weint (2004)
- Ein Augenblick Freiheit (2008)

## Auszeichnung
- 2008: Deutscher Preis für Synchron in der Kategorie Herausragend synchronisierte TV-Serie für Weeds – Kleine Deals unter Nachbarn
- 2019: Deutscher Preis für Synchron in der Kategorie Beste Comedyserie für Fleabag[3]
- 2020: Deutscher Preis für Synchron in der Kategorie Beste Comedyserie für Modern Family
- 2020: Deutscher Preis für Synchron in der Kategorie Beste Dramaserie für The Boys
- 2020: Deutscher Preis für Synchron in der Kategorie Beste Animationsserie für Die Simpsons[4]
- 2021: Deutscher Preis für Synchron in der Kategorie Bester Arthousefilm für Uncle Frank
- 2021: Deutscher Preis für Synchron in der Kategorie Beste Comedyserie für Breeders
- 2021: Deutscher Preis für Synchron in der Kategorie Beste Arthouseserie für The New Pope[5]